# Forradalmi Kommunista Liga
A Forradalmi Kommunista Liga (Ligue communiste révolutionnaire. rövidítve LCR) trockista kommunista párt volt Franciaországban, a Negyedik Internacionálé francia tagpártja. Az LCR adta ki a Rouge című hetilapot és a Critique communiste című folyóiratot.

## Története
Az 1974-ben alapított párt a 2000-es években a francia szélsőbal vezető pártja volt. Azután hozták létre, hogy elődjét, a Kommunista Ligát (Ligue Communiste) betiltották.
2009. február 5-én feloszlatta önmagát, hogy egyesüljön a szélsőbal más, kisebb csoportjaival. Így jött létre az Új Antikapitalista Párt.

### Az elnökválasztásokon (2002 és 2007)

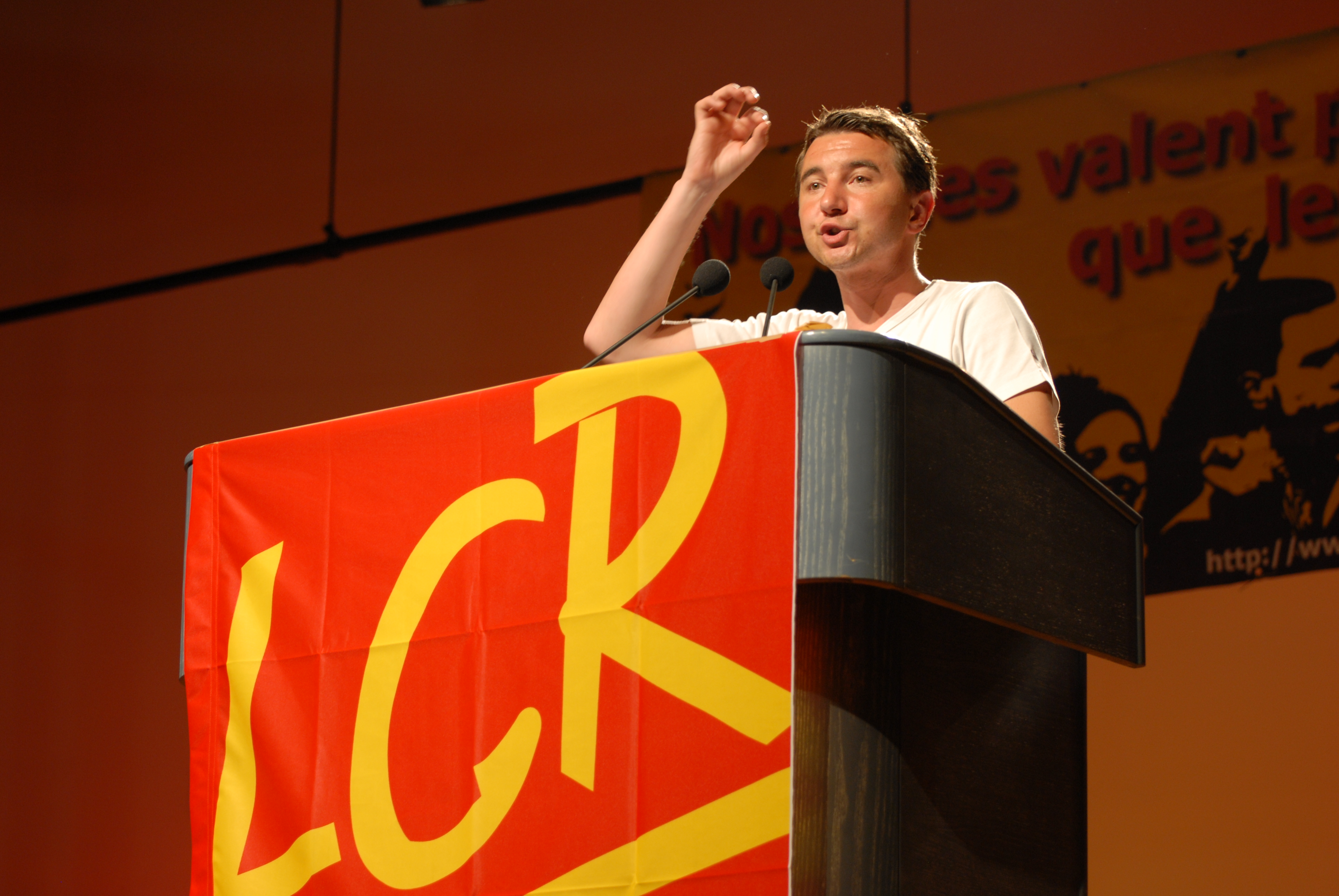
Olivier Besancenot egy gyűlésen, az LCR jelöltjeként, a 2007-es elnökválasztások kampányában.

A 2002-es elnökválasztáson az LCR jelöltje, Olivier Besancenot a szavazatok 4,25%-át szerezte meg. Ezzel a szélsőbal (az LCR, a Lutte Ouvrière és a Parti des travailleurs) együttesen több, mint 10%-ot kapott. A második fordulóba csak a jobboldali Jacques Chirac és a szélsőjobboldali Jean-Marie Le Pen került. A baloldaliak tólnyomó többsége Chiracra szavazott. Az LCR sem szólított fel a tartózkodásra, ehelyett Le Pen szavazatainak minimalizálásáért kampányolt. Kampánya szlogenje a következő volt: "Verjük meg Le Pent az utcákon és a szavazófülkében". Az LCR-en belül egy kisebbség ellenezte ezt a szlogent, mert úgy látták, a Chiracra szavazásra való felszólításként is értelmezhető.
A 2007-es elnökválasztáson ismét Besancenot volt az LCR jelöltje, és ezúttal mintegy 4,1%-ot szerzett. Mivel ez az 5%-os küszöb alatt volt, az állam nem állhatta a kampány költségének 800 ezer euró feletti költségét. Ez azonban Pierre-François Grond, az LCR egyik vezetője szerint nem érintette a pártot, mivel körülbelül 800 ezer eurót költöttek.